# Longcat
longcat（ロングキャット）とは、腋の部分を抱えられ前足を“長く”伸ばした白いイエネコの画像のネットミームである。国内では「のび～るたん（のびーるたん）」や「のび子さん」といった愛称で知られている。

## 概要
「longcat」として知られるネコは、実際には「シロ」という名前である。頭から爪先までの長さは約65cm。日本のみーこが飼育していた。
2019年のインタビューによると、シロが飼われ始めたのは2002年5月。みーこの夫がバイクで走行中に道路のセンターライン上で寝ているところを救出された。当初はガリガリに痩せて、毛もねずみ色のバサバサだったが、食事や入浴などを経て「真っ白なフクフクの猫」になったとのこと。若い頃は「お転婆で障子をバリバリ破りながら駆け登るような猫」だったが、17歳（人間で80代半ば）当時では「ベッドの上や椅子の上にあがるぐらい」であると語られた。さらに2018年4月半ばに慢性腎不全を患い、インタビュー当時も闘病中であった。また、シロは耳が不自由で、音をまったく聞くことができない。
2004年頃、みーこによって日本のインターネット掲示板である「ふたば☆ちゃんねる」にシロの画像が初めて投稿され、以後そのシュールな絵面から主に「ねこ板」を中心に話題を集めるようになった。また画像の加工がブームとなりつつある中、シロはコラ画像の素材としても用いられるようになり、「伸びに伸びて成層圏を突破した画像」や「ロケットとして打ち上げられた画像」などのコラ画像が多く作られることとなった。なお、日本国内における愛称「のび～るたん」は、当時の掲示板利用者によって付けられた名前である。また「のび子さん」という愛称も、別バージョンの画像（「のび子」と書かれた段ボールに入ったシロの画像）を元に利用者から名付けられた。
「のび～るたん」の画像は英語圏にも広がり、主に4chanの/b/を中心に「longcat」として人気を博すこととなった。ここでも様々なコラ画像が作成されたほか、longcatをテーマとした楽曲が作られたこともある。また、longcatの宿敵として黒猫「Tacgnol」というキャラクターが考案され、このTacgnolとの最終戦争「Catnarok」を描いたコラ画像もまた有名となった。
2019年に発売された「ポケットモンスター ソード・シールド」において、ニャースの「キョダイマックスのすがた」が、longcatを想起させるとして話題となった。
2020年8月18日、フェリシモとのコラボレーションが行われ、「のびーるたん」を模した全長約90cmのタオルが販売された。
2020年9月20日、18歳で亡くなった。この訃報は国内のみならず、英国のインデペンデントを含む複数の海外メディアでも報じられた。